# 2010 în jocuri video
Acest articol prezintă evenimente importante legate de jocuri video din anul 2010. Vezi și istoria jocurilor video.

## Evenimente
În 2010 au apărut mai multe sequel-uri și prequel-uri în jocurile video, cum ar fi Angry Birds Seasons, Assassin's Creed: Brotherhood, Mass Effect 2, Napoleon: Total War sau Super Mario Galaxy 2, împreună cu titluri noi precum Heavy Rain sau Red Dead Redemption.
Multe premii au primit jocuri ca Red Dead Redemption, Assassin's Creed: Brotherhood, Mass Effect 2, God of War III și Super Mario Galaxy 2.
Cel mai bine vândut joc video al anului a fost Wii Sports de la Nintendo pentru Wii, fiind urmat de New Super Mario Bros. Wii și Wii Sports Resort.
Cel mai apreciat joc video al anului a fost  Super Mario Galaxy 2 de la Nintendo pentru Wii, fiind urmat de Mass Effect 2 și Red Dead Redemption.

### Serii cu jocuri noi
Seriile în care au apărut jocuri noi sunt: Ace Attorney, Alien vs. Predator, Army of Two, Assassin's Creed, Battlefield, BioShock, Call of Duty, Castlevania, Civilization, Crackdown, Donkey Kong, Darksiders,  Dead Rising, Fable, Fallout, God of War, Gran Turismo, Grand Theft Auto, Halo, Just Cause, Kane and Lynch, Lost Planet, Mafia, Mass Effect, Medal of Honor, Mega Man, Metroid, Need for Speed, Pokémon, Prince of Persia, Red Dead, Red Steel, Resident Evil, Skate, StarCraft, Star Wars: The Force Unleashed, Super Mario, Super Monkey Ball, Tom Clancy's H.A.W.X, Tom Clancy's Splinter Cell și Total War.